# Trogtal

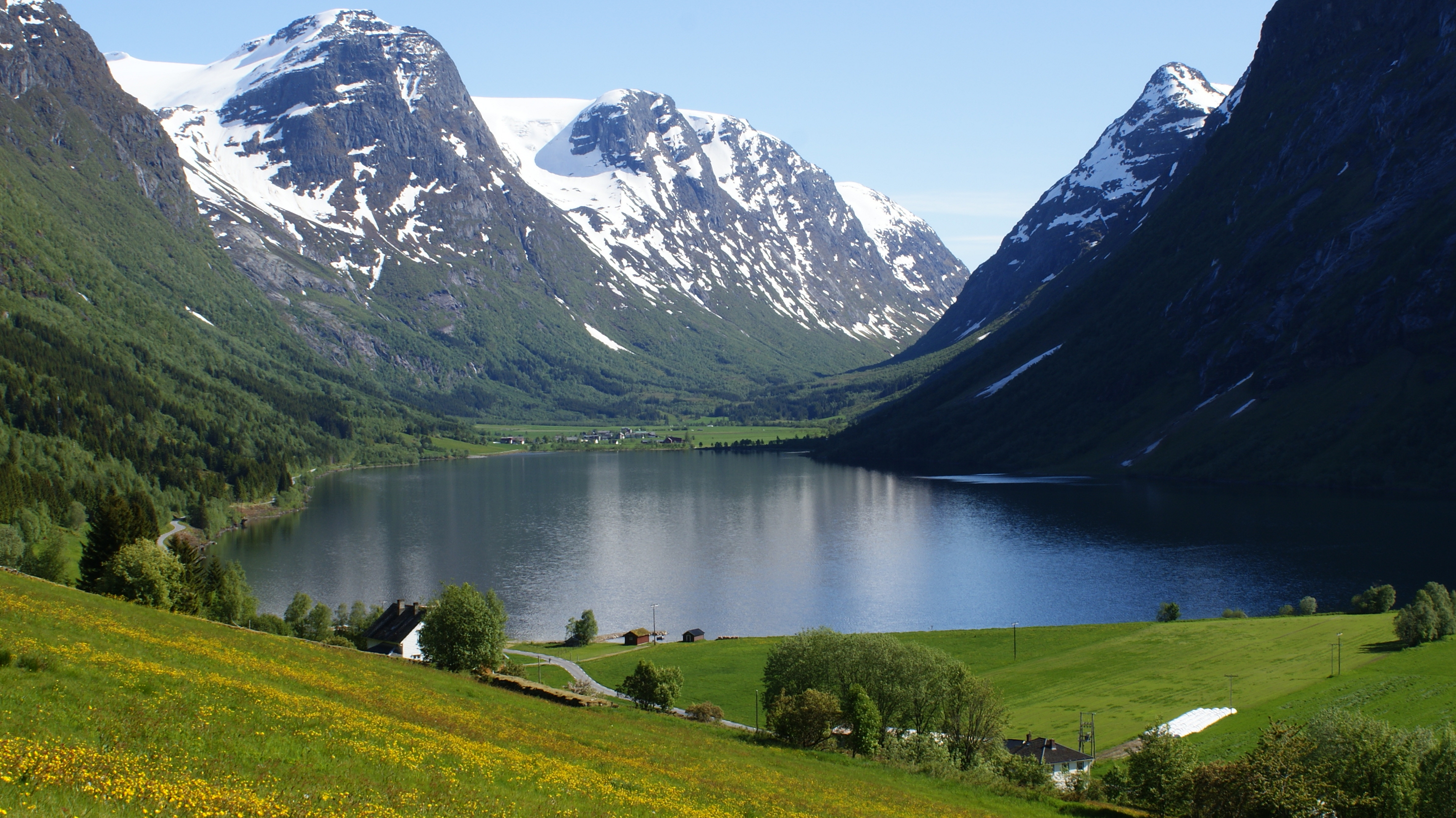
Trogtal mit See im Nordfjord, Norwegen

Ein Trogtal oder U-Tal ist eine große Talform stark reliefierter, durch Gletscher überformter Gebirge. Sie ist gekennzeichnet durch ein im unteren Bereich typisches U-förmiges Querprofil.

## Formenschatz

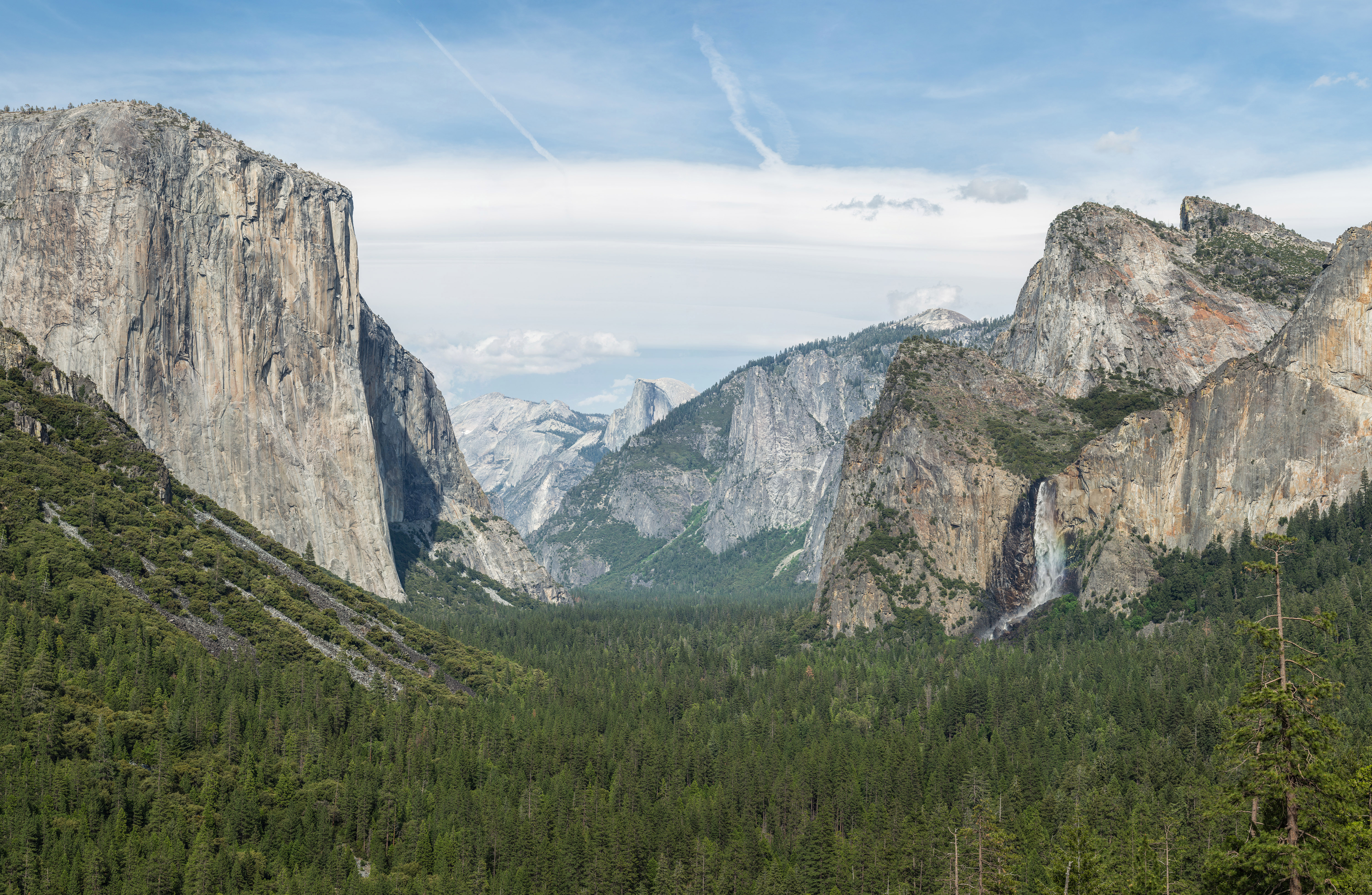
Das Yosemite Valley ist ein typisches Trogtal. Blick vom Aussichtspunkt Tunnel view auf El Capitan, Half Dome und den Bridalveil Fall

Der untere, U-förmig profilierte Talbereich eines Trogtals wurde durch Gletscherströme und die von ihnen mitgeführten Gesteinsfragmente ausgeschürft und mitunter vollständig ausgefüllt. Je nach Entfernung zum Gebirgskamm geschah dies im bisherigen Verlauf des gegenwärtigen Eiszeitalters mehr oder weniger oft. In Hochgebirgen wie den Alpen ist dieser Talbereich mit seinen teils extrem steilen Hängen und breitem Talboden eingesenkt in ein zumeist deutlich weniger steiles Tal mit V-förmigem Querschnitt. Dadurch entsteht an der Talflanke am oberen Rand des U-förmigen Teils ein charakteristischer Profilknick. Er wird Trogrand oder Trogkante genannt und die oberhalb oft vorhandene Verflachung Trogschulter. Da deren Oberfläche, anders als in den schrofigen Hangpartien darüber, geglättet sein kann, wird die Trogschulter auch Schliffbord genannt. Auch dessen oberer Rand kann sehr ausgeprägt sein und wird dann als Schliffkehle bezeichnet.
Für das Längsprofil ist typisch, dass das Gefälle der Talsohle unausgeglichen ist und der Talzug sogar durch Riegel unterteilt sein kann, zwischen denen sich von Seen erfüllte Wannen erstrecken können oder ebene, von Lockersedimenten gebildete Talböden.
Im Hochgebirge beginnen glazial geformte Täler oft mit muldenförmigen Hochtälern, die bergseitig von Karwänden eingerahmt sein können. Das steilwandige Trogtal beginnt oft erst unterhalb davon mit einer deutlichen Gefällestufe; diese kann sehr markant sein, wenn dort mehrere Hochtäler zusammentreffen (Konfluenzstufe). Seitentäler von Trogtälern können entweder hochgelegene einstige Firnmulden sein, oder ebenfalls Trogform zeigen und münden meist als Hängetäler.

## Entstehung

Animation des Entstehungsprozesses

Die meisten Trogtäler stellen lediglich Überformungen zuvor fluvial angelegter Täler dar. Ihre Oberflächenformung ergibt sich aus der Wechselbeziehung der unterschiedlich wirkenden Erosionskräfte im Verlaufe eines Eisstroms und der jeweiligen Widerstandsfähigkeit des Gesteinsuntergrundes. Da ein Gletscher das transportierte Gesteinsmaterial nicht wie ein Gebirgsbach hauptsächlich an der Sohle transportiert und immer wieder ablagert, sondern über den gesamten Eiskörper verteilt meist bis zum Ende mit sich führt, neigt ein Eisstrom auch nicht dazu, ein ausgeglichenes Längsprofil auszubilden. Stufen im Längsprofil, beispielsweise ausgelöst durch querende widerstandsfähigere Gesteine, bewirken eine verstärkte Tiefenerosion an der Stufenbasis, die an diesen Stellen häufig zu übertieften Talbecken führt.
Die Erosionskraft eines Gletschers ist besonders dort stark, wo die Druckverhältnisse im zunehmend verfestigten Firnschnee schließlich zu wechselndem Tauen und Wiedergefrieren (Regelation) an der Eisbasis führen und damit zu besonders wirksamen Erosionsvorgängen wie der Detraktion. Aber auch das an der Gletscherbasis unter Druck abströmende Schmelzwasser entwickelt eine starke Erosionskraft. Ab diesem Bereich setzt oft unvermittelt eine vermehrte Tiefenerosion des Gletscherstroms ein, wovon, nach Abtauen des Gletschers, ein zuweilen abrupter Talschluss des Trogtals zeugt. Dass auch eine allseitige Seitenerosion wirksam ist, zeigen die mitunter leicht überhängenden Trogwände.
Ein zweiter Schwerpunkt des erosiven Geschehens ist der Gletscherrand. Am Gletscherbeginn können sehr steile Rückwände der Kare eisfrei sein und dann an der Obergrenze des Firnes durch verstärkte Frostverwitterung an der so genannten Schwarz-Weiß-Grenze weiter versteilt werden. Auf den Trogschultern geht die Glättung teils auf den Abschliff früherer, höherer Gletscherstände zurück – die Schliffkehle ist dann auch dort gebildet durch den vermehrten Frostwechsel an der Grenze von Gletscher und Fels –, teils auf Erosionsformen von Schmelzwasserrinnen, die einen Eisstrom begleiten können – die Schliffkehle ist dann eher Ergebnis der Seitenerosion solcher Flankengerinne. Bei mittelgebirgshaften Reliefformen tritt eine Trogschulter seltener in Erscheinung, zumal sie oft übergeht in umgebende wellige, teils durch einstige Plateauvergletscherung überformte Hochflächen.
Nach dem Abschmelzen des Talgletschers behalten nur die Trogtäler in besonders standfesten Gesteinen ihre Form bei; normalerweise setzen bei den ihres Widerlagers aus Gletschereis beraubten Hängen und Talwänden Rutschungen unterschiedlicher Größe und Geschwindigkeit ein. Sie reichen von allmählichen Sackungen und Hangrutschungen, die den breiten Talboden zunehmend einengen, bis zu Bergstürzen, die ihn vollständig verschütten können. Auch die an den Talhängen abgelagerten Seitenmoränen werden instabil und bilden Schutthänge, die die ursprüngliche Trogform des Tales weiter verwischen. Die Talstufen werden durch die Bäche zunächst in Wasserfällen überwunden, dann aber oft klammartig zerschnitten (Beispiel: Aareschlucht). Dahinter liegende Seebecken können auch auf diese Weise trockenfallen, nicht nur durch die von den Einmündungen von Zuflüssen ausgehende Auffüllung mit Schottern.

## Ähnliche Formen
Gelegentlich werden hoch gelegene Talterrassen wie die Inntalterrassen oder auch Kames mit Trogschultern verwechselt. Ebenso wenig stellen die oberen Kanten fluvialer Erosionstäler, die später in die Talböden gestufter Trogtäler eingeschnitten wurden, Trogschultern dar. Werden solche Kerbtäler später partiell wieder mit Sedimenten verfüllt, sind sie ebenfalls nicht als Trogtäler, sondern eher als Kastentäler anzusprechen.

## Kulturlandschaftliche Bedeutung

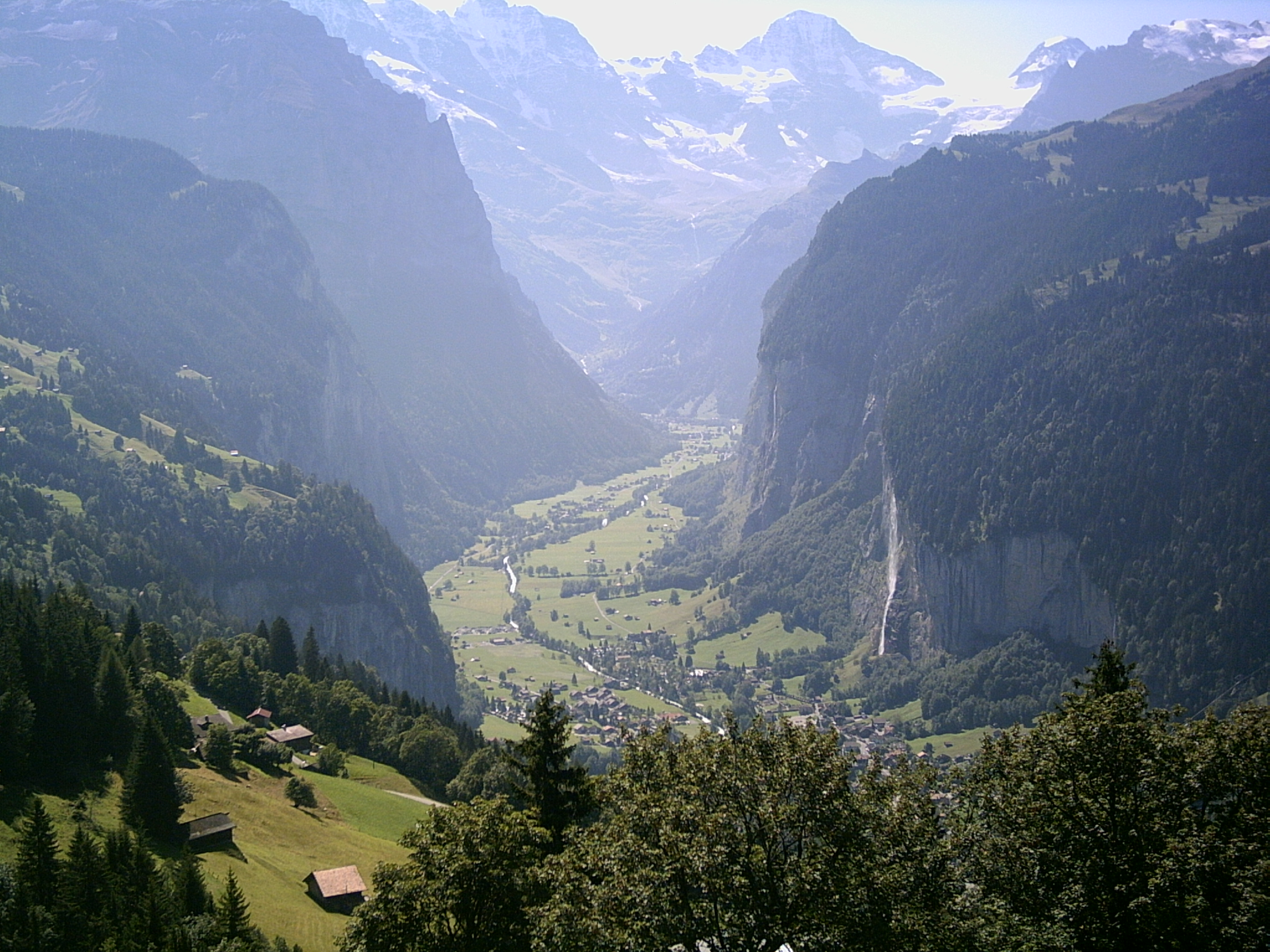
Das Lauterbrunnental mit ausgeprägten Trogschultern

Typisch ausgeprägte Trogtäler sind trotz ihrer Breite und streckenweisen Gefällearmut nur von eingeschränkter Siedlungs- und Verkehrsgunst. Der Talboden ist mit Flussschotter aufgefüllt und oft versumpft. Die mäandrierenden Flüsse treten weiträumig über die Ufer. Die Sümpfe sind heute meist trockengelegt und die Flüsse begradigt.
Vor allem aber sind die untersten Tallagen durch Kaltluftseen frostgefährdet. Nicht zu steile höhere Lagen mit Eignung für Siedlung und Landwirtschaft stellen zumeist die Schwemm- und Geröllfächer einmündender Bäche dar. Bei einigen tief liegenden Trogtälern wie dem Lauterbrunnental haben sich die Trogschultern als die geeigneteren Siedlungsräume erwiesen.
Eine größere Verkehrsbedeutung haben tiefe alpine Trogtäler im Zusammenhang mit dem Eisenbahn- und Fernstraßenbau erhalten. Durch sie ergeben sich recht nahe beieinander liegende tief liegende Basispunkte für Tunnelbauten durch die Hauptkämme des Gebirges. Zuvor stellten die Talstufen und die von engen Schluchten zerschnittenen Riegel im Verlauf vieler Trogtäler schwerer wiegende Verkehrshindernisse dar als manche durch Gletschertransfluenzen erniedrigte Gebirgspässe. Bekannte Beispiele sind die Viamala oder die Schöllenen.
Große Bedeutung für die alpine Besiedelung haben jedoch die weniger steilen und typischen Trogtäler, die weitgehend von Talschottern verfüllt sind. Zusammen mit den inneralpinen Längstälern stellen sie ein Netz besiedelbarer Talräume mit günstigen klimatischen Verhältnissen dar.

## Verbreitung von Trogtälern

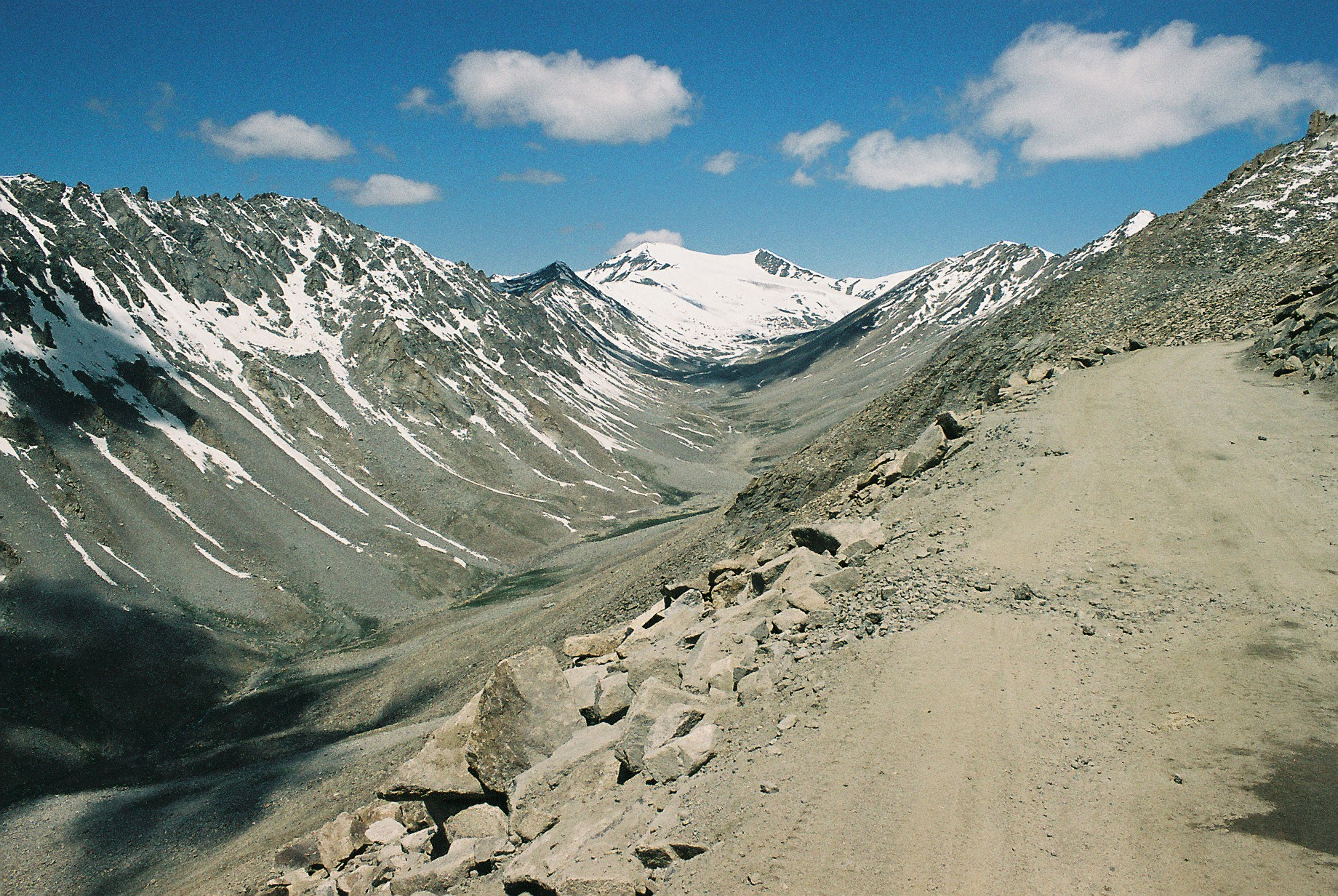
Trogtal im Leh-Tal, Ladakh, Himalaya

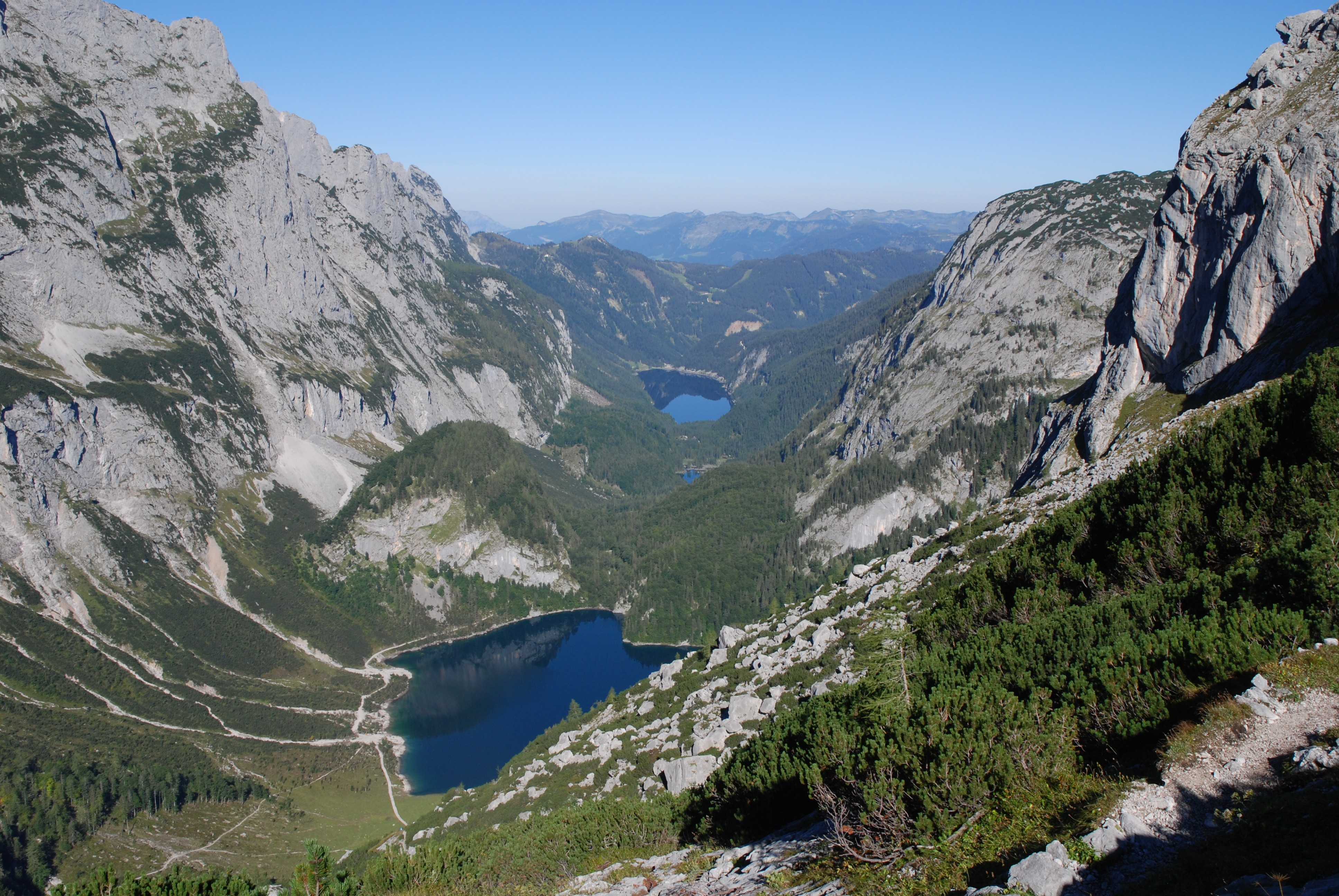
Trogschluss des Gosautals mit Hinterem Gosausee, Gosaulacke und Vorderem Gosausee, Dachsteingebirge, Österreich

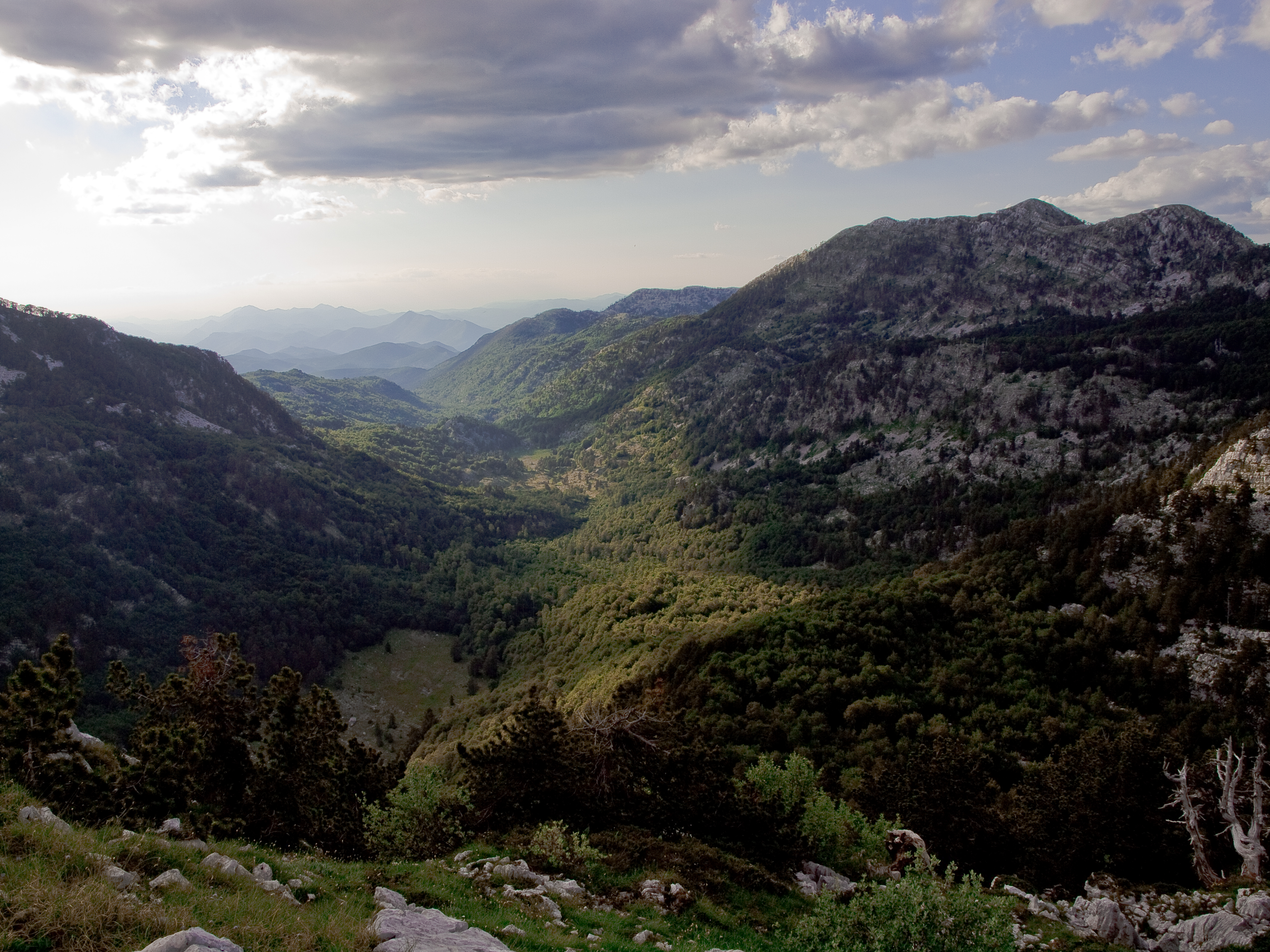
Das Dobri do im Orjen ist das größte Trogtal im mediterranen Raum

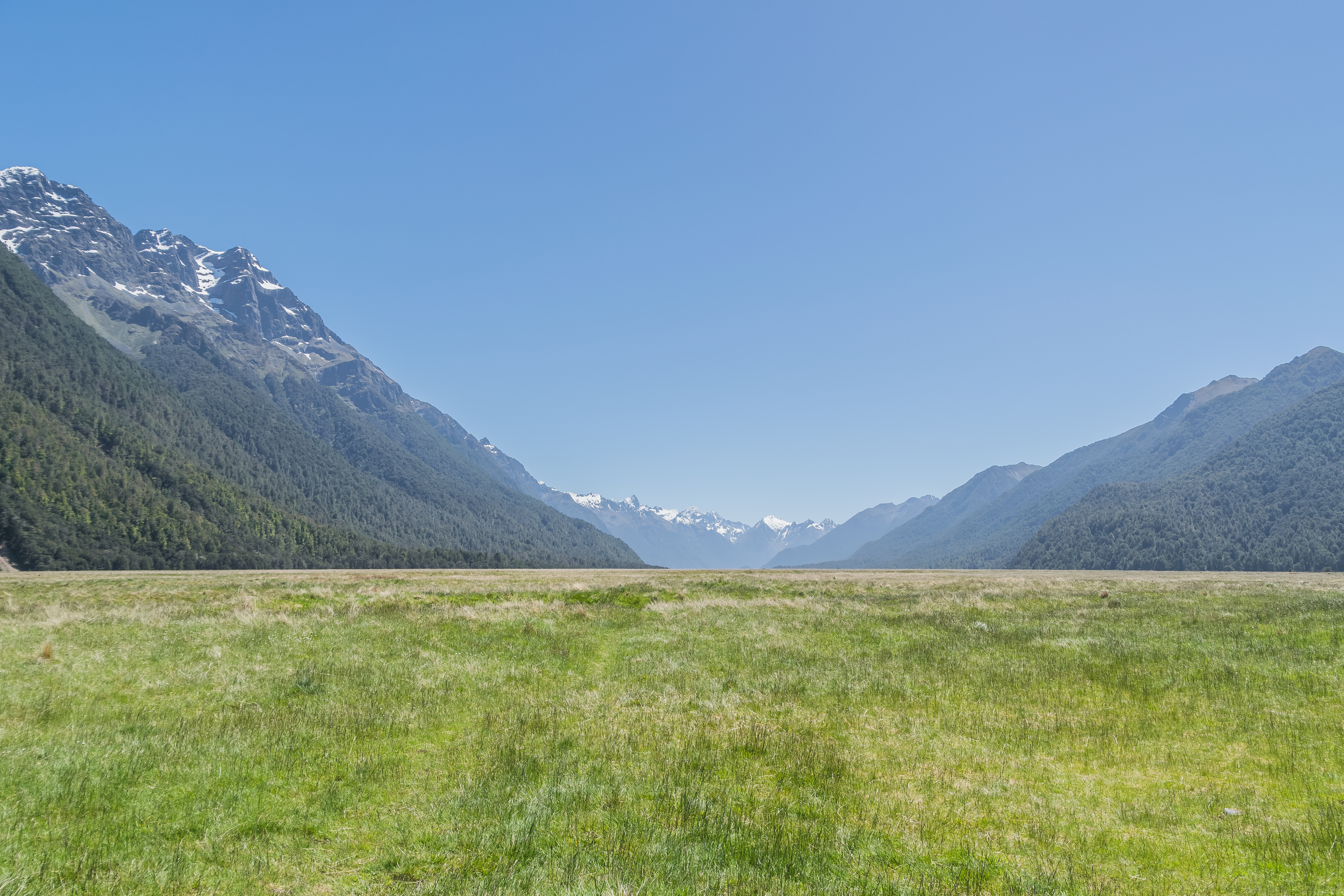
Eglinton Valley in der Region Southland auf der Südinsel Neuseelands, ist ein Trogtal

Trogtäler sind weltweit für Gebirge mit rezenter oder früherer Vergletscherung typisch. Der Erhaltungsgrad ihres typischen Formenschatzes ist jedoch abhängig vom Alter der letzten glazialen Überprägung und der Intensität der seitherigen Abtragung (fluviale Zerschneidung, Frostschuttbildung).
Beispiele für Trögtäler sind, neben den Fjordküsten Nord- und Südamerikas, Norwegens und Neuseelands, das Yosemite-Tal in Kalifornien, das Ordesa-Tal in den Pyrenäen oder das Lauterbrunnental in den Alpen. In den Dinariden wurden Trogtäler erstmals in Studien des Geographen Jovan Cvijić aus dem Prokletije berichtet. Hier ist es das obere Lim-Tal das mit 24 km Länge den größten Trog der Balkanhalbinsel bildet. Auch der Durmitor ist im Škrka-Tal ein ca. 10 km langes Trogtal entwickelt. Ein besonderem Interesse haben die Trogtäler im Mediterranen Orjen erweckt. Sie wurden dort erstmals 1899 durch Albrecht Penck von der Ostseite des Gebirges im Reovački do beschrieben. Alfred Grund fand dann wenige Jahre darauf auf der Westseite des Orjen im Dobri-do-Tal den größten Trog in einem Karstgebirge des Mittelmeeres. Diese Tröge wurden nicht wie damals beschrieben zur Würm-Eiszeit gebildet, viel mehr entstammen sie älteren Vereisungen im Mittelmeer die in die Epoche des Mittleren Pleistozän datiert werden. Die gute Erhaltung dieser ca. 350.000 Jahre alten Tröge ist durch die Wasserlosigkeit des Mediterranen Karstes bedingt, selbst die Endmoränen wurden hier nacheiszeitlich nicht mehr durch fluviale Erosion abgetragen. So erreichen die doppelten Moränenwälle am Ausgang des Dobri do über 100 m relativer Höhe.
Beispiele weiterer Trogtäler in den Alpen:
- Engadin
- oberes Ennstal zwischen Radstadt und Admont
- oberes Murtal zwischen Sankt Michael im Lungau und Bruck an der Mur
- Haupttäler des Glarnerlandes (Kanton Glarus)
- Königssee-Tal
- Münstertal als Beispiel für ein von Sackungs- und Schuttmassen nahezu verschüttetes Trogtal
- Stubaital

Beispiele von Trogtäler in den Dinariden
- Dobri do im Orjen (mit 9 km Länge ist es das längste Trogtal im Mediterranen Raum)
- Ropojani im Prokletije
- Škrka im Durmitor
- Oberes Lim-Tal bei  Plav